# Meioneta decurvis
Meioneta decurvis là một loài nhện trong họ Linyphiidae.
Loài này thuộc chi Meioneta. Meioneta decurvis được miêu tả năm 1995 bởi Tao, Li & Zhu.